# Nagato Maru
SS „Nagato Maru” – japoński statek pasażersko-towarowy oddany do służby w 1918 roku.
W okresie międzywojennym pływał pod flagą linii żeglugowych Nippon Yūsen Kaisha. W 1941 roku został zarekwirowany przez Cesarską Armię Japońską. W czasie wojny na Pacyfiku uczestniczył w inwazji na Filipiny oraz był wykorzystywany do transportu wojska i materiałów wojennych. W listopadzie 1942 roku przewiózł z Filipin do Japonii około 1,6 tys. amerykańskich jeńców wojennych, przy czym około 20 jeńców zmarło w trakcie rejsu. 2 września 1943 roku został zatopiony przez amerykańskie lotnictwo u wybrzeży Nowej Gwinei.
„Nagato Maru” jest zaliczany do grona tzw. piekielnych statków.

## Dane techniczne
„Nagato Maru” był statkiem pasażersko-towarowym o długości 117,34 metrów, szerokości 15,54 metrów i zanurzeniu 10,97 metrów. Jego pojemność wynosiła 5901 BRT.
Napęd zapewniała maszyna parowa potrójnego rozprężania o mocy 444 NHP. Standardowo osiągał prędkość 10 węzłów.

## Historia

### Lata 1918–1942
Budowę statku rozpoczęto 15 października 1917 roku w stoczni Kawasaki Dockyard Company w Kobe. Początkowo planowano nadać mu nazwę „Daifuku Maru”. Ostatecznie został wodowany 27 maja 1918 roku pod nazwą „Nagato Maru”. Jego budowę zakończono 27 czerwca tegoż roku .
W latach 1918–1941 pływał pod flagą linii żeglugowych Nippon Yūsen Kaisha. Obsługiwał m.in. trasę z Singapuru przez Kolombo, Port Said, Londyn i Antwerpię do Rotterdamu i Hamburga .
W październiku 1941 roku, na krótko przed wybuchem wojny na Pacyfiku, został zarekwirowany przez Cesarską Armię Japońską. W grudniu tegoż roku, podczas kampanii filipińskiej, uczestniczył w operacji desantowej w Zatoce Lamon .

### „Piekielny statek”
7 listopada 1942 roku przy nadbrzeżu nr 7 w porcie w Manili na „Nagato Maru” zaokrętowano około 1,6 tys. amerykańskich jeńców wojennych, którzy zostali sprowadzeni z obozu jenieckiego w Cabanatuan. Na statku znalazło się także około 1,5 tys. japońskich żołnierzy . Amerykanów rozmieszczono w trzech ładowniach, podczas gdy japońskich żołnierzy ulokowano na górnych pokładach.
Na skutek tłoku i tropikalnego upału w ładowniach z trudem można było oddychać. Bardzo szybko jeńcy zaczęli rozpaczliwie krzyczeć, domagając się wody i powietrza. Strażnicy zagrozili, że jeśli natychmiast nie zapanuje spokój, to otworzą ogień w głąb ładowni. Spowodowało to jednak wyłącznie zwiększenie paniki. Ostatecznie w obawie przed buntem do ładowni spuszczono wiadra z wodą. Jej ilość była jednak tak niewielka, że na jednego jeńca przypadała równowartość zaledwie jednej łyżki.
Jeszcze tego samego dnia „Nagato Maru” wypłynął w rejs w ramach niewielkiego konwoju, w którego skład wchodziły jeszcze dwie inne jednostki. Warunki w ładowniach nadal były bardzo ciężkie. Na blisko 1,6 tys. jeńców przypadały zaledwie dwie latryny. Sytuację sanitarną pogarszał fakt, że wielu cierpiało na dyzenterię lub inne choroby układu pokarmowego. Kilka dni po wypłynięciu z portu statek został zaatakowany przez okręt podwodny, co spowodowało, że Japończycy brutalnie spędzili wszystkich jeńców z pokładu i na cztery godziny zamknęli włazy do ładowni. Kilku Amerykanów udusiło się wtedy na skutek braku powietrza, wielu innych zemdlało. 11 listopada statek zawinął do portu Takao na Formozie. Do tego czasu w jego ładowniach zmarło 17 jeńców.
Statek spędził w Takao trzy dni, po czym wznowił rejs na północ. Z powodu złej pogody szybko musiał jednak zawinąć do portu Mako na Peskadorach. Spędziwszy tam kilka dni, wznowił rejs 18 listopada. Ponownie zawrócił jednak na Formozę i na dwa dni zawinął do Tajpej lub Kirun . Rejs w kierunku Wysp Japońskich wznowił 20 listopada . Im dalej posuwał się na północ, tym niższe stawały się temperatury. Początkowo miało to pozytywne skutki, gdyż warunki w ładowniach stały się bardziej znośne, a jeńcom przestało grozić uduszenie. Gdy jednak statek znalazł się na Morzu Żółtym, jeńcom zaczęły dotkliwie doskwierać mrozy. W tej fazie rejsu zmarło trzech Amerykanów .
24 listopada „Nagato Maru” zawinął do portu Moji na wyspie Kiusiu. W trakcie siedemnastodniowego rejsu w jego ładowniach zmarło 20 jeńców. W konsekwencji jest zaliczany do grona japońskich „piekielnych statków” (ang. Hellships).

### Dalsze losy
W kolejnych miesiącach „Nagato Maru” odbywał rejsy indywidualne i w konwojach. Między innymi w maju i czerwcu 1943 roku przewiózł elementy japońskiej 54. Dywizji Piechoty do Singapuru .
28 sierpnia 1943 roku wypłynął z archipelagu Palau w ramach konwoju „Wewak 7”, który zmierzał do Wewak na północnym wybrzeżu Nowej Gwinei. Przewoził około 100 japońskich żołnierzy i cywilów, 10 pojazdów, 8 tys. beczek benzyny lotniczej, 101 tys. worków ryżu oraz 2 tys. ton innego ładunku. Konwój dotarł do miejsca przeznaczenia 2 września krótko po północy. Jeszcze tego samego dnia japońskie jednostki stały się jednak celem ataku amerykańskich średnich bombowców B-25 „Mitchell”. „Nagato Maru” został wtedy zatopiony. Wraz z nim zginęło dwóch członków załogi i trzech japońskich żołnierzy .